# يو أويماتسو
يو أويماتسو (باليابانية: 上松 瑛) (مواليد 12 سبتمبر 1991) هو لاعب كرة قدم ياباني.

## وصلات خارجية
- يو أويماتسو على موقع رابطة كرة القدم اليابانية للمحترفين (اليابانية)
- يو أويماتسو على موقع Soccerway.com (الإنجليزية)